# Edward Bleiberg
Edward Bleiberg (né le 8 mars 1951) est un archéologue, et égyptologue américain. Il est diplômé du Haverford College, a fait des études supérieures à l'université de Yale et à l'université hébraïque de Jérusalem, et a finalement obtenu un M.A. et un doctorat de l'université de Toronto. Depuis 1998, il est conservateur de l'art égyptien, proche-oriental et classique au Brooklyn Museum. Parmi ses travaux universitaires, il y a des recherches sur les minorités juives vivant dans le monde antique et son étude des coutumes funéraires de l'Égypte antique.

## Publications
- Soulful Creatures: Animal Mummies in Ancient Egypt, (Brooklyn, NY: Brooklyn Museum, 2013)[4].
- Tree of Paradise: Jewish Mosaics from the Roman Empire, (Brooklyn, NY: Brooklyn Museum, 2005).
- The Official Gift in Ancient Egypt, (Norman: U of Oklahoma, 1996).
- To Live Forever: Egyptian Treasures from the Brooklyn Museum, (Brooklyn, NY: Brooklyn Museum, 2008).
- Jewish Life in Ancient Egypt: A Family Archive from the Nile Valley, (Brooklyn, NY: Brooklyn Museum of Art, 2002).